# Anya Chalotra
Anya Chalotra (Wolverhampton, 21 de julho de 1996) é uma atriz britânica, mais conhecida por interpretar Jennifer Ashman na série de televisão Wanderlust,  da BBC One; e por seu papel como Yennefer de Vengerberg na série de streaming The Witcher, da Netflix.

## Biografia
Chalotra nasceu na cidade de Wolverhampton, no condado de West Midlands, na região central da Inglaterra. O pai dela é de origem indiana, enquanto sua mãe é inglesa. Ela cresceu no vilarejo de Lower Penn, no sul de Staffordshire, junto com seus pais, sua irmã mais velha, Reeya, e seu irmão mais novo, Arun. Anya Chalotra completou seus estudos na escola St. Dominic's Grammar School for Girls em Brewood e mais tarde completou o curso básico de um ano na London Academy of Music and Dramatic Art (LAMDA), antes de estudar por três anos na Guildhall School of Music and Drama, ambas em Londres.

## Carreira
Chalotra estrelou várias produções teatrais do West End, incluindo Much Ado About Nothing e The Village.
Em 10 de outubro de 2018, foi anunciado que Chalotra interpretaria a personagem Yennefer de Vengerberg na série de fantasia The Witcher, da Netflix, sendo este seu primeiro papel de protagonismo numa grande obra. A série estreou em 20 de dezembro de 2019 e a performance de Anya Chalotra no papel de Yennefer foi elogiado pela crítica e pelos fãs.
Em 2020, Anya foi nomeada pela Screen Daily como uma das "Stars of Tomorrow", além de ter estrelado um especial de curta-metragem para televisão, exibido na Sky Arts, intitulado No Masks, que é baseado em testemunhos da vida real de funcionários importantes da linha de frente em East London durante a pandemia COVID-19. Em 15 de julho de 2020, foi anunciado que Chalotra seria a atração principal de uma série de animação de ficção científica chamada New-Gen, juntamente com o ator Finn Wolfhard. E em 13 de outubro do mesmo ano, foi anunciado que a britânica estrelaria um novo podcast de ficção científica da BBC Sounds chamado The Cipher, sendo lançado no Natal.
Em janeiro de 2024, James Gun confirmou em suas redes sociais que Anya será a voz original da personagem Circe na animação Comando das Criaturas.

## Filmografia

### Televisão
| Ano           | Titulo                       | Papel                  | Notas            |
| ------------- | ---------------------------- | ---------------------- | ---------------- |
| 2018          | Wanderlust                   | Jennifer Ashman        | 5 episódios      |
| 2018          | The ABC Murders              | Lily Marbury           | 3 episódios      |
| 2019          | Sherwood                     | Robin Loxley (voz)     | 10 episódios     |
| 2019–presente | The Witcher                  | Yennefer de Vengerberg | Elenco principal |
| 2020          | No Masks                     | Dra. Anuja             | Especial de TV   |
| 2023          | Army of the Dead: Lost Vegas | Lucilia (voz)          | Episódio 1       |
| TBA           | New-Gen                      | (Voz)                  | Filmando         |

### Teatro
| Ano       | Título                 | Papel  | Teatro                       |
| --------- | ---------------------- | ------ | ---------------------------- |
| 2017      | Much Ado About Nothing | Hero   | Globe Theatre                |
| 2018      | The Village            | Jyoti  | Theatre Royal Stratford East |
| 2019      | Peter Gynt             | Sabine | Royal National Theatre       |
| 2021      | Maryland               | Mary 2 | Theatre Royal Stratford East |
| 2023–2024 | Cold War               | Zula   | Almeida Theatre              |

### Podcast
| Ano       | Título     | Papel   | Notas           |
| --------- | ---------- | ------- | --------------- |
| 2020–2021 | The Cipher | Sabrina | Papel principal |